# Margaret Lowenfeld
Margaret Frances Jane Lowenfeld (* 4. Februar 1890 in London; † 2. Februar 1973 ebenda) war eine britische Kinderärztin und Psychotherapeutin. Sie gilt als Entwicklerin der späteren Sandspieltherapie, welche sie „Worldtechnique“ nannte.

## Kindheit und Jugend
Margaret Lowenfelds Vater, Heinz Henryk Lowenfeld, kurz Henry Lowenfeld (1859–1931), war polnischer Herkunft, er hatte einen Familienbesitz in der Nähe von Krakau, die Mutter, Alice Mary Elizabeth, geborene Quicke († 1930), war Engländerin. Ihre ältere Schwester war Helena Wright, eine der Pionierinnen der Bewegung für Geburtenkontrolle.
Lowenfeld war ein kränkliches Kind, das häufig das Bett hüten musste. Verschiedene Publikationen  vermuten, dass sie in dieser Zeit das Buch „Floor Games“ H. G. Wells gelesen habe, das Kinderspiele mit vielerlei lebensechten kleinen Figuren beschreibt, ein Buch, das allerdings erst 1911, als Lowenfeld ihr Medizinstudium begann, erschienen ist. Die psychisch labile Mutter veranstaltete zu Hause spiritistische Sitzungen. Als Margaret 13 Jahre alt war, ließen sich die Eltern scheiden, die Töchter blieben bei der Mutter.
Nur der englischen Sprache mächtig, hat sie später die Sommermonate bei ihrer polnischen Verwandtschaft verbracht, ein Hinweis möglicherweise darauf, dass sich später mit der nonverbalen Kommunikation bei Kindern beschäftigt hat.
Nach dem Schulabschluss 1911 studierte sie Medizin. Sie folgte darin ihrer Schwester und studierte am Royal Free Hospital School of Medicine for Women in Bloomsbury in London. Bei Ausbruch des Ersten Weltkriegs hatte sie schon ihre Mindestvoraussetzungen zum Praktizieren als Ärztin erfüllt. Im Jahre 1914 bekam sie eine Anstellung im Royal Free Hospital, gefolgt von einer kurzen Zeit im Hospital for Sick Children in der Great Ormond Street. Dann im Jahre 1917 erhielt sie den MRCS, auch englisch conjoint eine „basale medizinische Qualifikation“ und wurde Mitglied im Royal College of Physicians sowie den „Bachelor of Medicine, Bachelor of Surgery“ (MB). 1918 wurde sie Hauschirurgin am South London Hospital for Women.
Ihre weitere Ausbildung wurde unterbrochen, als sie sich Ende 1918 einer Mission nach Polen als Sanitätsoffizierin der britischen Typhus-Einheit anschloss. Sie arbeitete auch mit dem amerikanischen YMCA zusammen und unterstützte die polnische Armee und die Kriegsgefangenenabteilung bei der Eindämmung von Infektionskrankheiten in der Stammstadt ihres Vaters, Chrzanów. Die Gesundheit der Kinder hatte einen großen Einfluss auf ihre spätere Karriere, da sie trotz ihrer traumatischen Erfahrungen über die unterschiedlichen Ergebnisse spekulierte. Lowenfeld kehrte kurz nach England zurück, als zwischen Polen und Russland ein Krieg ausbrach. Anschließend ging sie nach Warschau, wo sie eine medizinische Abteilung für Kriegsgefangene aufbaute, sich für die Verbesserung der sanitären Einrichtungen einsetzte und Flüchtlingsarbeit leistete.
Während der Unruhen, die dem Ersten Weltkrieg vorangingen, ging ein Teil der Familie zurück nach Polen. 1918, zu Beginn des Einmarsches der Roten Armee, ging  auch sie als Ärztin nach Polen. Das Elend der Bevölkerung mit Typhus, Cholera, Tuberkulose und insbesondere das Schicksal der Flüchtlingskinder hat sie nachhaltig geprägt.
Sie erinnerte sich später daran: „Es hat mir die Türe zu einer inneren Welt geöffnet, die ich sonst nicht erreicht hätte. Später, wenn ich über diese Erfahrung nachgedacht habe, ist mir klar geworden, dass das Leben in einer beständigen Atmosphäre von Furcht und ohne Orientierungsmöglichkeit zur wesentlichen Erfahrung unglücklicher Kinder gehört, und dass das ‚schwarze Elend‘ der Kriegsgefangenen den Depressionen der Kindheit sehr ähnlich ist“.

## Entwicklung der Welttechnik

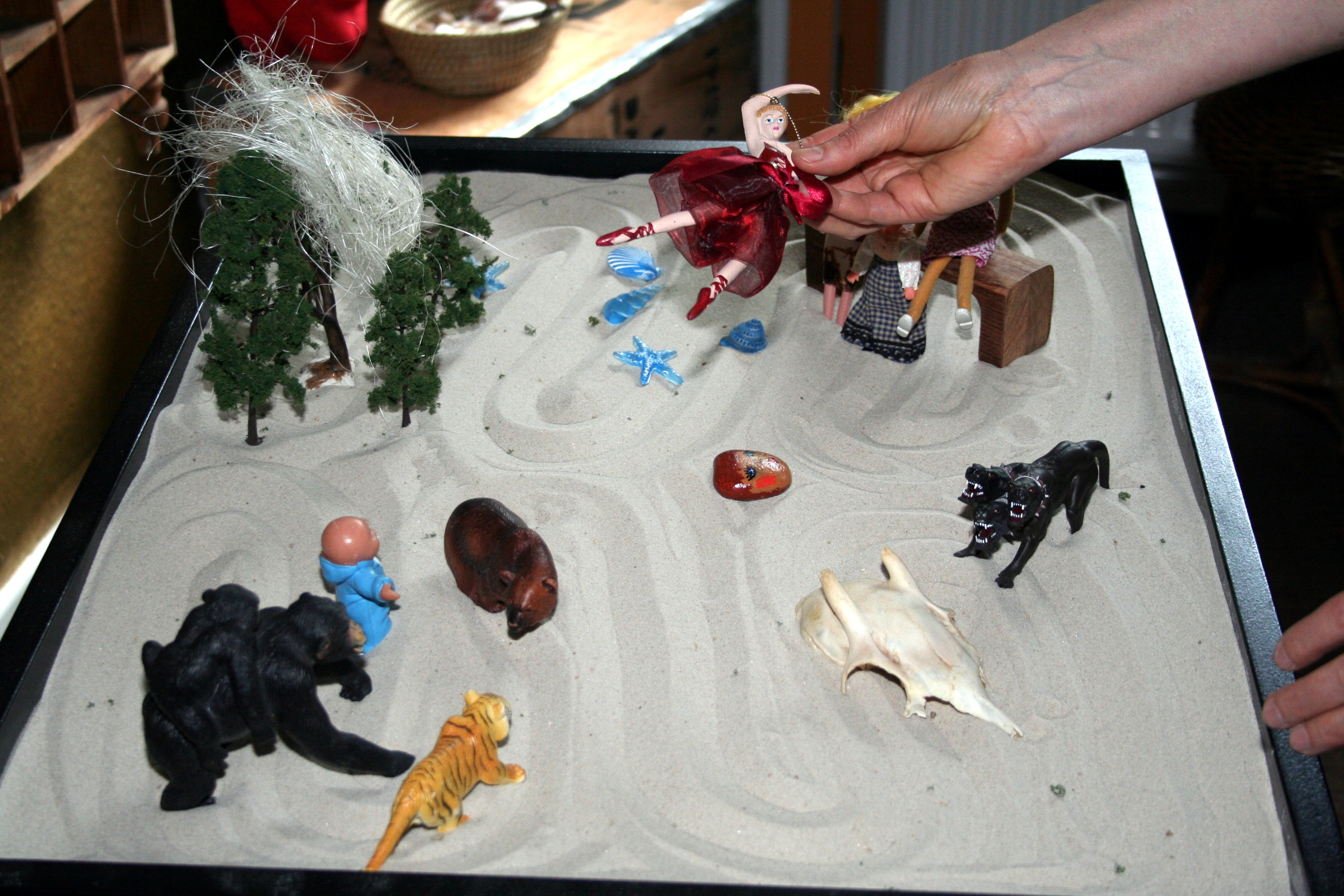
„Worldtechnique“ nach Margaret Lowenfeld

1921 ging Lowenfeld nach London zurück und arbeitete als Kinderärztin in verschiedenen Forschungseinrichtungen. Besonders beschäftigte sie immer die Art, wie kleine Kinder denken und sich ausdrücken, bevor ihnen die Sprache zum Denken zur Verfügung steht. Sie beobachtete Säuglinge, veröffentlichte 1928 ein Buch über das Stillen. 1928 eröffnete sie eine Clinic for nervous and difficult children, aus der später ihr Institute for Child Psychology (ICP) hervorgegangen ist. 1929 begann sie mit der Entwicklung der Welttechnik (englisch Worldtechnique). Denn in der Kinderklinik erbauten, die von Lowenfeld behandelten Kinder in ihren Sandkästen, mit Wasser und Miniaturfiguren, ihre eigenen „Welten“.
Die Welttechnik ist eigentlich, wie Lowenfeld beschreibt, von den Kindern selbst erfunden worden. Aus kleinen Figuren, die sie im Spielzimmer vorfanden, bauten die Kinder sich „Welten“. Lowenfeld stellte den Kindern Sandkästen aus Zinkblech, die mit Sand oder Wasser gefüllt waren, für ihr Spiel bereit. Die Standardgröße der Kästen soll durch die vorgegebenen Ausmaße vorhandener Zinkbleche entstanden sein.. Auf diese Weise ergab sich das Maß von ungefähr 75 × 52 × 7 cm. Neben dem Weltspiel wurden im Institute for Child Psychology auch andere Verfahren verwendet, unter anderem ein von Lowenfeld entwickelter „Mosaik-Test“.
Einer ihrer wichtigen Schüler am Institut für Kinderpsychologie war John Hood Williams sowie Therese Woodcock und Susie Summers. Cathy Urwin setzte sich intensiv mit ihrer Arbeit auseinander.

### Aufstieg und Fall des ICP
1935 veröffentlichte Lowenfeld ihr Play in Childhood. 1939 trug sie ihre Thesen vor der Britischen Psychoanalytischen Gesellschaft (British Psychoanalytical Society) vor, unter den Zuhörern waren unter anderem Melanie Klein, Susan Isaaks und Donald Winnicott. Ihre Thesen wurden von den anwesenden Freudianern regelrecht zerrissen.
Verursacht durch das nationalsozialistische Regime in Deutschland, waren nahezu alle Analytiker nach England oder USA emigriert. Lowenfeld war von der feindlichen Aufnahme gerade durch die Kleinianer betroffen, obwohl sie in ihren Schriften immer wieder betont hat, was sie der Spieltechnik von Melanie Klein verdankt. Lowenfeld lehnte jedoch grundsätzlich bestimmte analytische Ideen ab, zum Beispiel Spieltrieb als sublimierte Masturbationsphantasie. Melanie Klein begann im Jahre 1919 zunehmend, das Spiel als ein Mittel zur Analyse von Kindern unter sechs Jahren zu verwenden. Klein vermutete, dass das Kinderspiel im Wesentlichen dasselbe sei, wie die freie Assoziation mit Erwachsenen, so dass es als solches einen Zugang zum Unbewussten der kindlichen Psyche ermöglichen würde.
Die Welttechnik sowie die Arbeit Lowenfelds in London und Großbritannien blieb jedoch weiterhin von großer Bedeutung. 1956 kam Dora Kalff an das ICP, um dort zu studieren. Zurück in der Schweiz hat sie Worldtechnique in Sandspiel umbenannt und die Lowenfeldschen Theorien um einige Jungsche Ideen erweitert. In Großbritannien dagegen gewann die psychoanalytische Tradition der Association of Child Psychotherapists immer mehr an Einfluss und Anwendung. In den letzten Jahren musste Lowenfeld erleben, dass die staatliche Förderung, ohne die ihr Institut nicht existieren konnte, eingestellt wurde. Nach Lowenfelds Tod 1973 überlebte ihr Institut nur noch wenige Jahre. Die letzten Absolventen ihres Lehrgangs wurde von den Jungschen Analytikern übernommen, um zu einem Studienabschluss zu kommen.

### Die Welttechnik heute
Seit einigen Jahren gibt es im Vereinigten Königreich wieder die Möglichkeit, Kurse und Einführungsseminare zur Welttechnik zu belegen. Thèrèse Woodcock, eine Schülerin Lowenfelds, hat gemeinsam mit anderen Sandspieltherapeuten, die nach der Lowenfeldmethode arbeiten, den Dr. Margaret Lowenfeld Trust gegründet.

## Publikationen
- Play in childhood. With a foreword by John Davis. [1935]. London, New York 1991. ISBN 0-901260-84-3.
- The World Technique. London, Boston 1979. ISBN 0-04-150067-9. (Posthum veröffentlicht)
- The Work and Aims of the Institute of Child Psychology. London 1977.
- Understanding Children's Sandplay: Lowenfeld’s World Technique. Dr Margaret Lowenfeld Trust. (1993).
- The Lowenfeld Mosaic Test. Dr Margaret Lowenfeld Trust. (1994).